# District de Yuhua (Shijiazhuang)
Pour les articles homonymes, voir Yuhua.
Le district de Yuhua (裕华区 ; pinyin : Yùhuá Qū) est une subdivision administrative de la province du Hebei en Chine. Il est placé sous la juridiction de la ville-préfecture de Shijiazhuang.